# Égliseneuve-près-Billom
Égliseneuve-près-Billom è un comune francese di 896 abitanti situato nel dipartimento del Puy-de-Dôme nella regione dell'Alvernia-Rodano-Alpi.

## Società

### Evoluzione demografica
Abitanti censiti